# Lewis Sorley
Lewis Stone "Bob" Sorley III (West Point, Nova Iorque, 3 de agosto de 1934 - Carlisle, Pensilvânia, 25 de setembro de 2024) foi um analista de inteligência e historiador militar americano. Seus livros sobre a guerra dos Estados Unidos no Vietnã, na qual serviu como oficial, tiveram grande influência nos círculos governamentais.

## Biografia
Lewis Sorley nasceu em 1934, em West Point, em Nova York, filho e neto de oficiais do Exército dos Estados Unidos, ambos graduados na Academia de West Point. Sorley se tornou um escoteiro águia em San Antonio, no Texas, em 1950 e recebeu o prêmio Distinguished Eagle Scout em 2009. Ele recebeu sua educação secundária no Texas Military Institute, onde é listado como um graduado distinto, e foi admitido na Academia Militar dos Estados Unidos, onde se formou como Bacharel em Ciências em engenharia militar em 1956.
De agosto a dezembro de 1956, ele frequentou o Curso Básico de Oficiais de Blindados em Fort Knox, no Kentucky. Em janeiro de 1957, ele frequentou os cursos de paraquedismo e mestre de salto em Fort Benning, na Geórgia. De fevereiro a outubro, ele foi designado para a Companhia H, 2º Regimento de Cavalaria Blindada em Fort Meade, em Maryland, como comandante de pelotão de reconhecimento. Depois foi promovido a comandante de companhia. Em outubro, ele foi com um grupo avançado (Operação Giroscópio, na qual todo o regimento foi para a Alemanha, tomando o lugar de outro regimento que voltou para Fort Meade) como oficial executivo (XO) da Companhia H, uma parte do 3º Esquadrão, 2º Regimento de Cavalaria Blindada em Amberg, na Alemanha Ocidental. De outubro de 1957 a junho de 1960, serviu no 3º Esquadrão, 2º Regimento de Cavalaria Blindada, em Amberg como XO da Companhia H, comandante de pelotão de tanques na Companhia de Tanques e S-4 do Esquadrão (Oficial de Suprimentos). De junho de 1960 a junho de 1961, ele comandou a Companhia A, 6º Regimento de Cavalaria Blindada, em Fort Knox, Kentucky. De junho de 1961 a maio de 1962, ele frequentou o Curso Avançado de Oficiais de Blindados na Escola de Blindados em Fort Knox, no Kentucky.
Em 1963, ele recebeu o título de Mestre em Artes em Literatura Inglesa pela Universidade da Pensilvânia. De 1963 a 1966, serviu na Academia Militar dos Estados Unidos como instrutor e professor assistente no Departamento de Inglês. De 1966 a 1967, serviu como oficial executivo do 1º Batalhão de Tanques, 69º Batalhão Blindado, Exército dos EUA na República do Vietnã. De 1968 a 1970, atuou como secretário adjunto do Estado-Maior Geral, Gabinete do Chefe do Estado-Maior do Exército dos EUA. Em 1971 e 1972, ele foi comandante do 2º Batalhão, 37º Regimento Blindado, Exército dos EUA, Erlangen, Alemanha Ocidental. Em 1973, ele se juntou ao corpo docente do US Army War College como diretor de programa no Departamento de Planejamento e Estratégia Militar. Enquanto estava lá, ele concluiu um mestrado em Administração Pública na Universidade Estadual da Pensilvânia. Ele também frequentou a Universidade de Harvard e a Escola de Guerra Naval dos EUA. Em 1975, ele se tornou assistente militar sênior do diretor de avaliação líquida do Gabinete do Secretário de Defesa, onde serviu por dois anos.
Em 1976, aposentou-se do Exército como tenente-coronel e juntou-se à Agência Central de Inteligência (CIA), onde se tornou chefe da Divisão de Políticas e Planos, Estado-Maior da Comunidade de Inteligência. Em 1978, ele se tornou inspetor sênior no Gabinete do Inspetor Geral. Em 1979, foi nomeado chefe de apoio à auditoria e recebeu o título de Doutor em Filosofia em política de segurança nacional pela Universidade Johns Hopkins. Em 1982, foi nomeado diretor de escritório e gerente de programa do Gabinete Nacional de Apoio à Emergência de Inteligência, onde atuou até 1983.
Ele esteve associado ao Centro de Estudos Estratégicos e Internacionais de 1984 a 1985 e é membro do conselho consultivo da Universidade de Inteligência de Defesa Nacional, bem como do Instituto Internacional de Estudos Estratégicos.
O livro de Sorley de 2004, Vietnam Chronicles: the Abrams Tapes, ganhou o Prêmio Trefry da Fundação Histórica do Exército por fornecer "uma perspectiva única sobre a arte do comando". Seu livro de 2008 Honor Bright: History and Origins of the West Point Honor Code and System aponta as semelhanças entre o lema de West Point de "Dever, Honra, Pátria" e o Juramento Escoteiro dos Escoteiros da América, afirmando que cada um pode ter influenciado o outro, apontando que a última parte do Juramento Escoteiro já foi parte da Oração dos Cadetes: "...fisicamente forte, mentalmente desperto e moralmente correto."

## Prêmios e realizações
- Quem é Quem na América 2001–presente
- Graduado Distinto, Academia Militar dos Estados Unidos[6]
- Ex-aluno de destaque, Army War College[7]
- Distinto Escoteiro Águia
- Prêmio de Escrita Distinta, Fundação Histórica do Exército[8]
- Prêmio Goodpaster, Centro de Veteranos Americanos[9]
- Prêmio Trefry, Fundação Histórica do Exército[10]
- Medalhão de ouro, Ordem de São Jorge, United States Armor Association
- Prêmio de Livro Distinto, Fundação Histórica do Exército
- Prêmio Peterson, Melhor Artigo Acadêmico sobre História Militar Americana[11]
- Graduado Distinto, Instituto Militar do Texas[4]
- Graduado Distinto, Escola de Comando e Estado-Maior Naval
- Pi Alpha Alpha, Sociedade Honorária Nacional para Administração Pública
- Fundação Freedoms, Medalha de Honra George Washington
- Membro Distinto do Regimento, 37º Regimento Blindado
- Diretor Emérito da Fundação Histórica do Exército[12]
- Diretor Executivo Emérito da Associação de Faculdades e Escolas Militares dos Estados Unidos[12]
- Entrevistado para a série The Vietnam War de Ken Burns

## Nomeações docentes
- Gottwald Professor Visitante de Liderança e Ética, Instituto Militar da Virgínia (Primavera de 2009)[11]
- Professor Adjunto, Defense Intelligence College (1988) e Virginia Tech (1980)
- Diretor do Programa, Departamento de Planejamento e Estratégia Militar, Escola de Guerra do Exército dos EUA (1973–1975)
- Professor visitante, Universidade da Virgínia (1970), Universidade George Washington (1969) e Universidade de Rhode Island (1967–1968)
- Instrutor e professor assistente, Academia Militar dos Estados Unidos (1963–1966)

## Obras selecionadas
- Westmoreland: The General Who Lost Vietnam. Boston: Houghton Mifflin Harcourt, 2011. ISBN 9780547518268 OCLC 694830152
- Sorley, Lewis, editor. The Vietnam War: An Assessment by South Vietnam's Generals. Lubbock, Tex: Texas Tech University Press, 2010. ISBN 9780896726437ISBN 9780896726437 OCLC 262883089
- Honor Bright: History and Origins of the West Point Honor Code and System. Columbus: McGraw Hill, 2008. ISBN 9780073537788ISBN 9780073537788
- Vietnam Chronicles: the Abrams Tapes, 1968–1972. Lubbock: Texas Tech University Press, 2004. ISBN 0896725332ISBN 0896725332 OCLC 54391939
- A Better War: The Unexamined Victories and Final Tragedy of America's Last Years in Vietnam. Orlando: Houghton Mifflin, 1999. ISBN 0151002665ISBN 0151002665 OCLC 40609184
- Honorable Warrior: General Harold K. Johnson and the Ethics of Command. Lawrence: University Press of Kansas, 1999. ISBN 0700608869ISBN 0700608869 OCLC 38043059
- Thunderbolt: General Creighton Abrams and the Army of His Times. New York: Simon & Schuster, 1992. ISBN 0671701150ISBN 0671701150 OCLC 25549278
- Arms Transfers Under Nixon: A Policy Analysis. Lexington: The University Press of Kentucky, 1981 ISBN 978-0813104041 OCLC 973117620